# Caniac-du-Causse
Caniac-du-Causse ist eine französische Gemeinde mit 379 Einwohnern (Stand 1. Januar 2022) im Département Lot in der Region Okzitanien. Sie gehört zum Arrondissement Gourdon und zum Kanton Causse et Vallées. Die Bewohner nennen sich Caniacois.
Nachbargemeinden sind Cœur de Causse im Norden, Quissac-en-Quercy im Osten, Sénaillac-Lauzès im Süden, Les Pechs du Vers im Südwesten und Soulomès im Westen. Die Bewohner nennen sich die Caniacois.

## Bevölkerungsentwicklung
| Jahr      | 1962 | 1968 | 1975 | 1982 | 1990 | 1999 | 2007 | 2018 |
| --------- | ---- | ---- | ---- | ---- | ---- | ---- | ---- | ---- |
| Einwohner | 267  | 228  | 207  | 245  | 246  | 246  | 330  | 378  |

## Sehenswürdigkeiten
- Kirche Saint-Martin aus dem 11. Jahrhundert, Monument historique[1]
- Dolmen von Planagrèze
- Ummauerte Einhegung

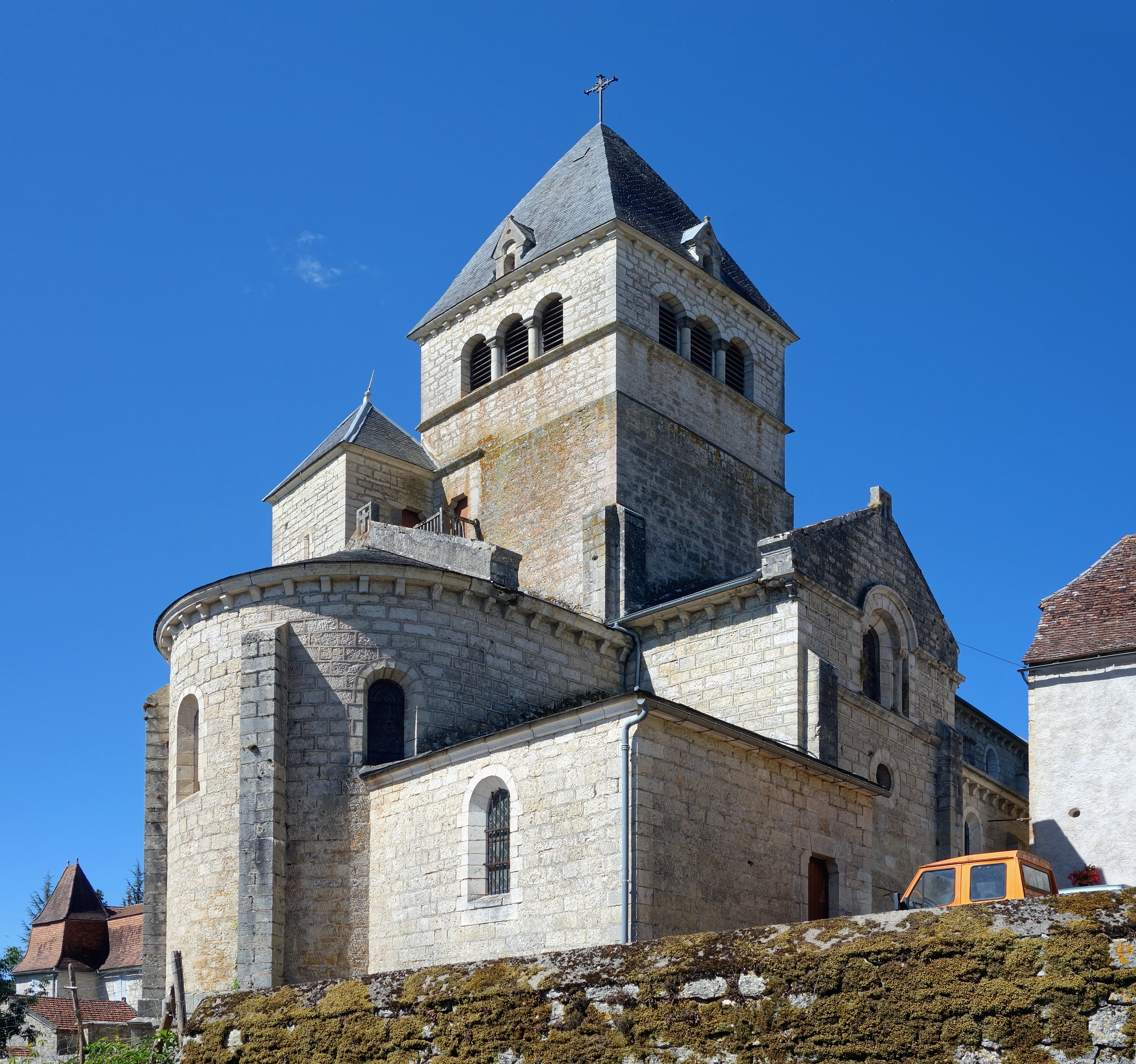
Kirche Saint-Martin
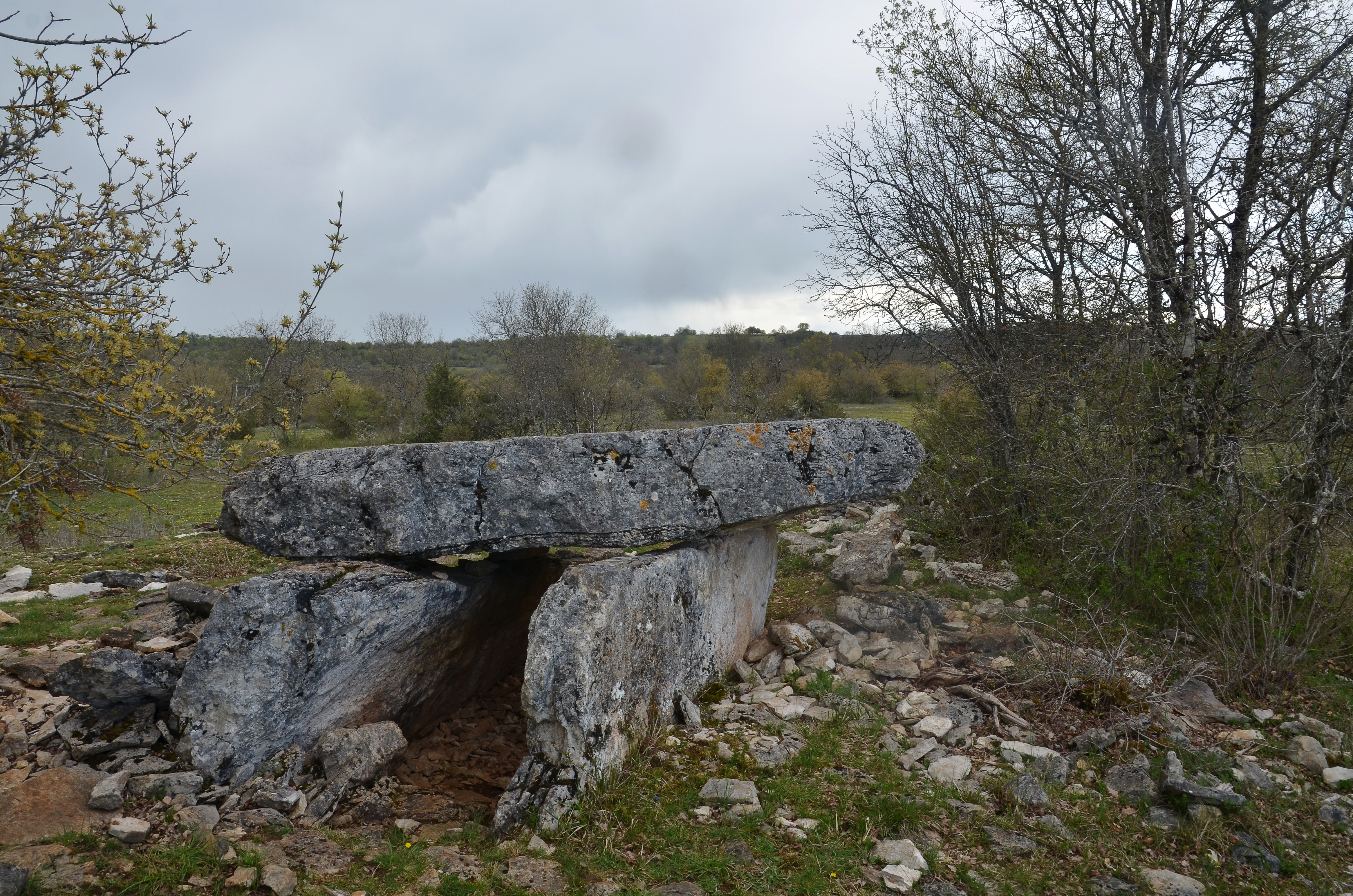
Dolmen von Planagrèze
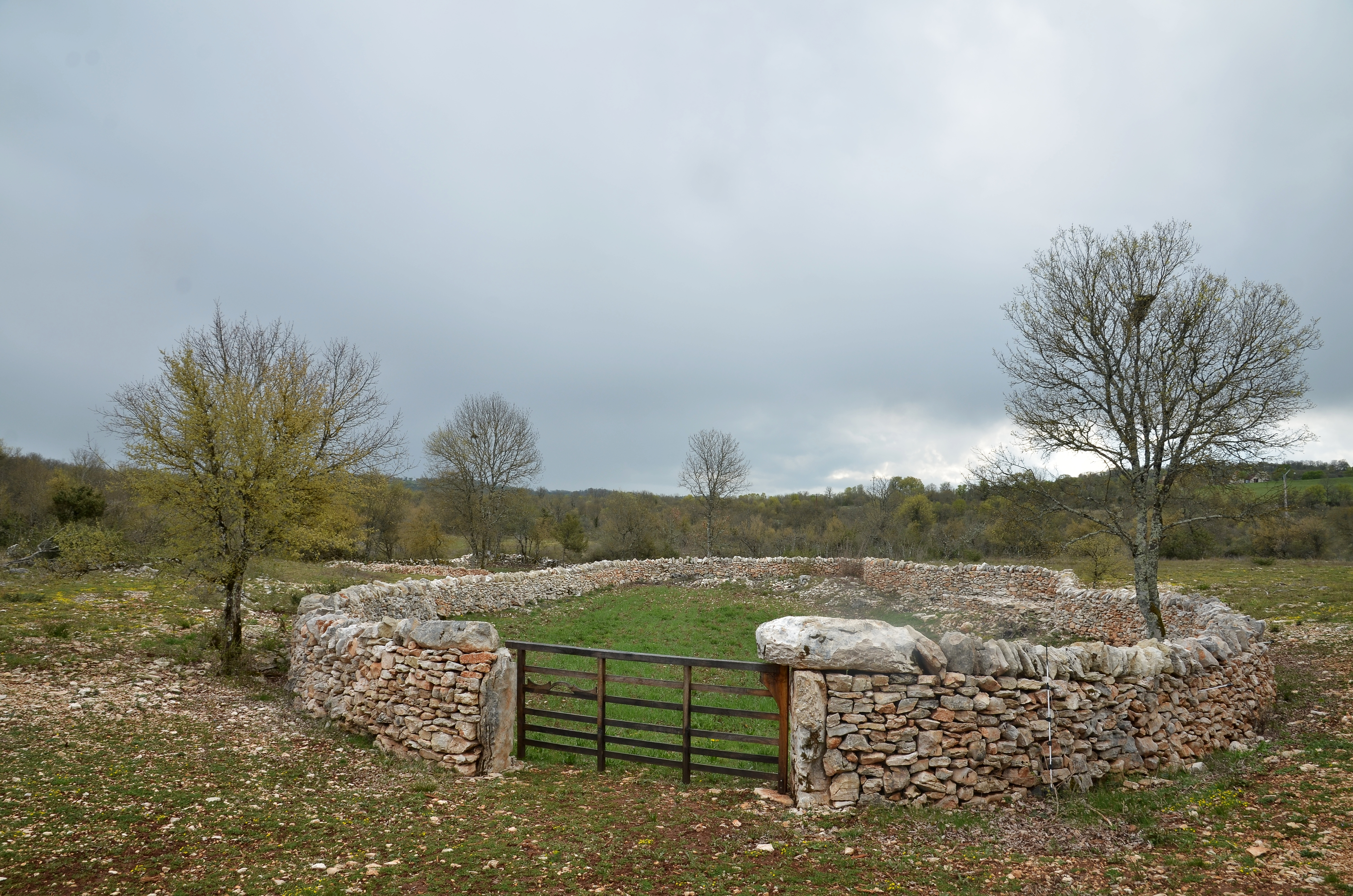
Ummauerte Einhegung